# Cathédrale de Salerne
Pour les articles homonymes, voir Salerne (homonymie).
La cathédrale de Salerne ou cathédrale Sainte-Marie-des-Anges-Saint-Matthieu-et-Saint-Grégoire VII (en italien : Duomo di Salerno ou cattedrale primaziale metropolitana di Santa Maria degli Angeli, San Matteo e San Gregorio VII) est la cathédrale en style roman de la ville de Salerne, dans la région de Campanie.
Il s'agit de l'édifice cultuel le plus important de la ville de Salerne, église-mère de l'archidiocèse de Salerne-Campagna-Acerno, datant du XIe siècle

## Historique

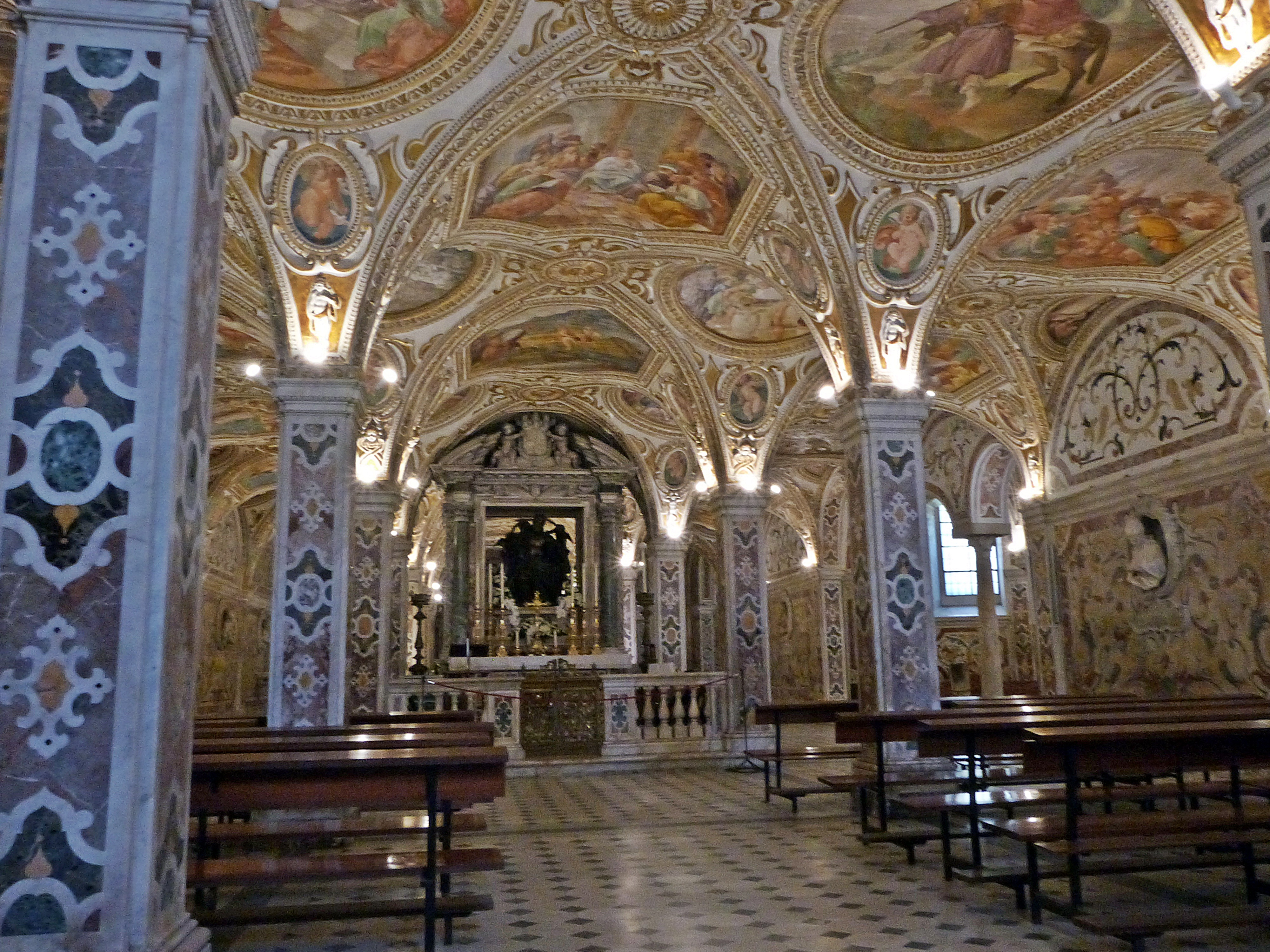
La crypte.

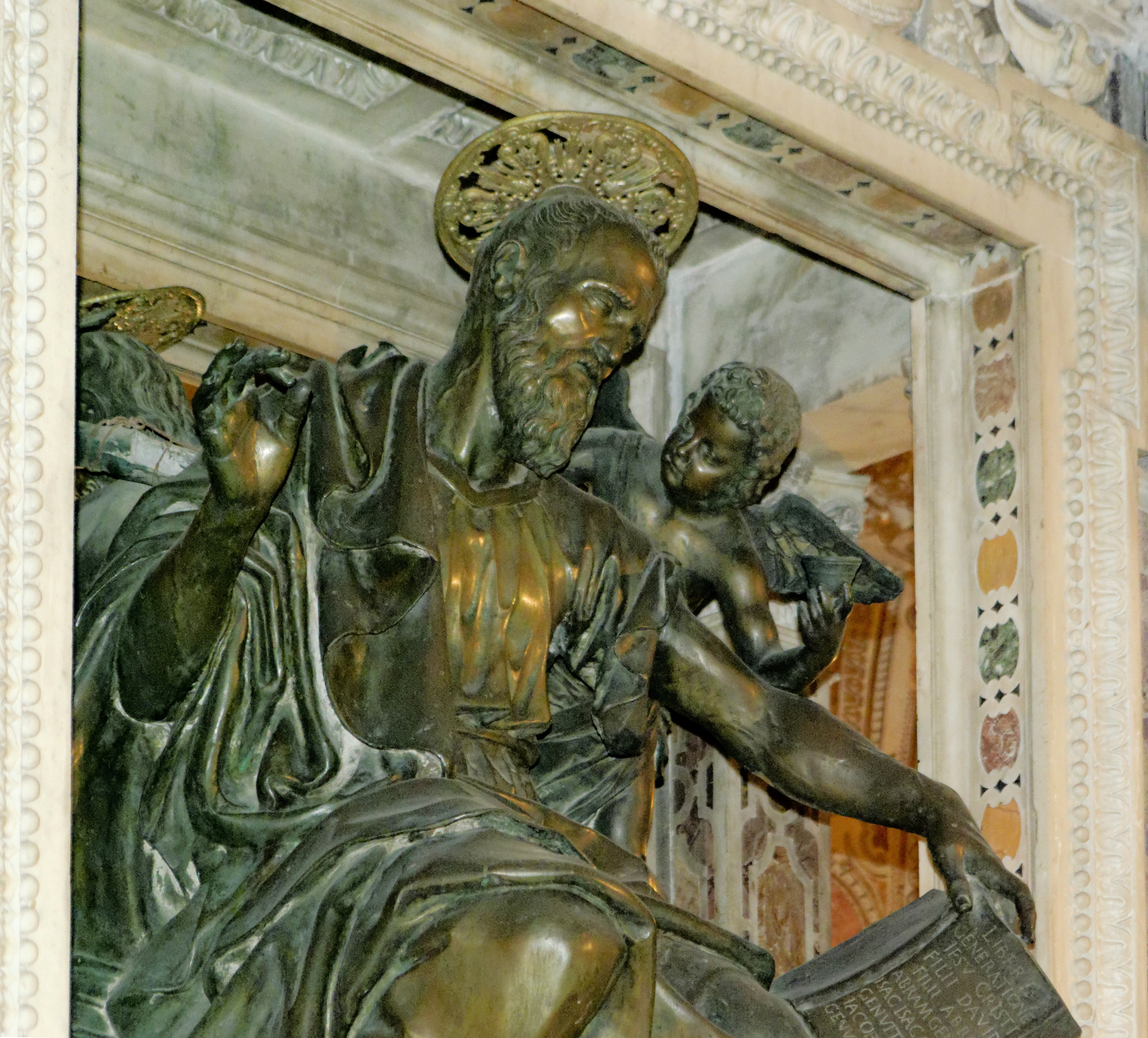
Statue de saint Matthieu.

La cathédrale de Salerne est dédiée à la Vierge Marie sous le vocable de Sainte Marie des Anges et à saint Matthieu, l'un des quatre évangélistes, dont le tombeau se trouve à l'intérieur de la crypte. La cathédrale a été construite au XIe siècle dans le centre historique de Salerne, lorsque la ville était la capitale de la principauté de Salerne qui s'étendait entre le golfe de Naples sur la mer Ionienne en Italie du Sud.
La construction de l'édifice a été entreprise par Robert Guiscard en 1076 sous l'épiscopat d'Alfan Ier sur une église préexistante qui elle-même a été érigée sur les ruines d'un temple païen romain. La cathédrale, qui a été consacrée par le pape Grégoire VII en 1085, a été modifiée à plusieurs reprises au cours des siècles. 
En 1688, l'architecte Ferdinando Sanfelice remodèle l'édifice selon le style du baroque napolitain, ainsi que l'intérieur de la cathédrale en architecture rococo.
Une restauration pendant les années 1930 a rendu à l'édifice une apparence similaire à celle d'origine. Historiquement, il est considéré comme étant le premier symbole de la Renaissance italienne, parce qu'il contient le tombeau du pape Grégoire VII, pape de Canossa, qui a commencé à lutter contre la domination allemande du Saint-Empire romain germanique sur les nations italiennes.
Le Duomo a été endommagé pendant la Seconde Guerre mondiale, au cours de l'opération Avalanche, quand les Alliés ont débarqué à Salerne en septembre 1943.

## Architecture

### Extérieure
L'édifice est en style roman. La  caractéristique extérieure la plus frappante est constituée par le campanile d'une hauteur de 56 m en style arabo-normand qui date du milieu du XIIe siècle, avec des petites arcades et des fenêtres à meneaux. La façade possède un portail roman avec des portes en bronze de style byzantin semblables à celles de  Constantinople (1099), avec cinquante-six panneaux gravés de figures, de croix et d'histoires de la vie de Jésus. 
L'entrée comporte un portique avec vingt-huit colonnes antiques avec des arcs en ogive. Elle contient une série d'anciens sarcophages romains, dont l'intarsia de roche de lave, qui montre l'influence de l'art arabe.

### Intérieure

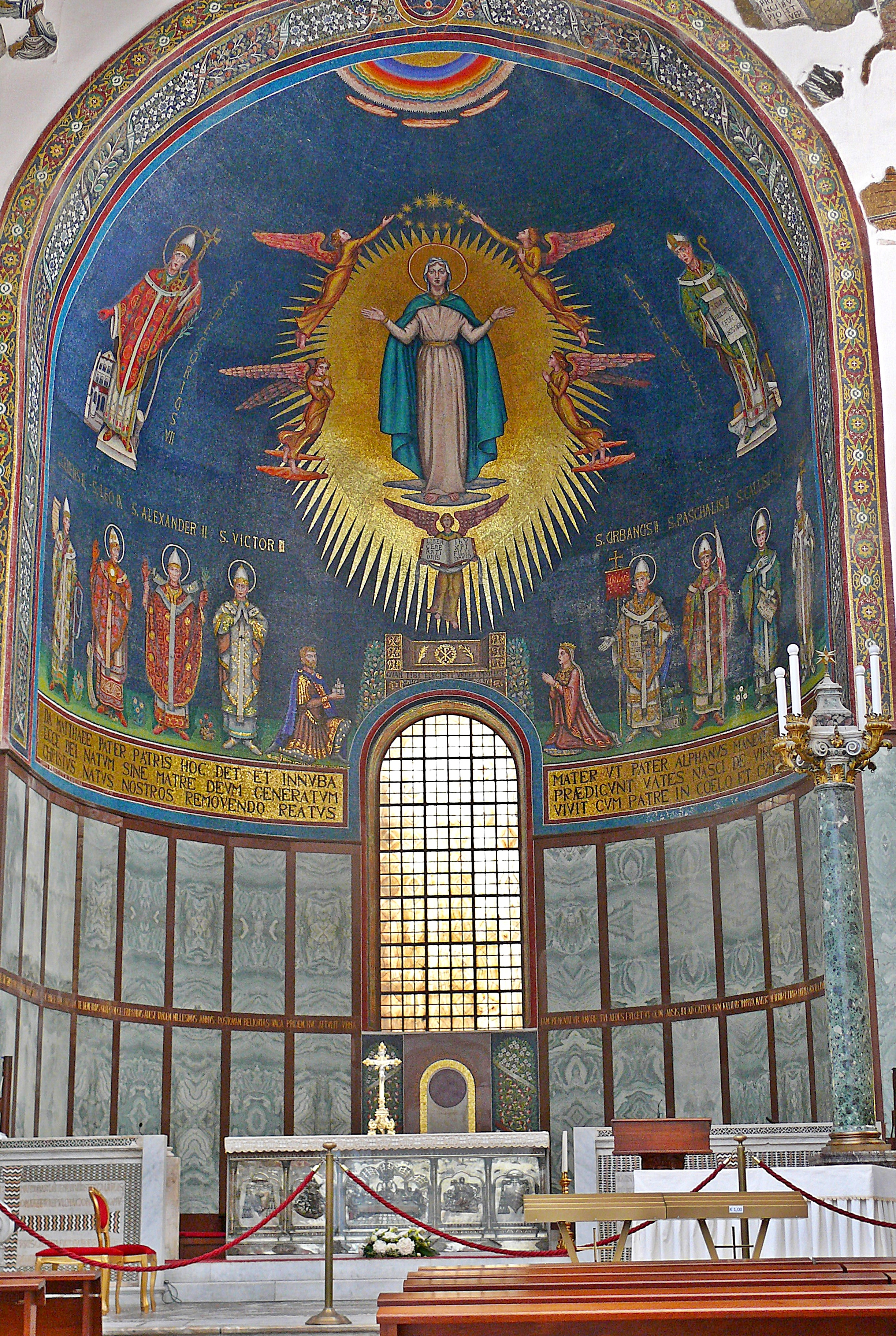
Le maître-autel et l'abside.

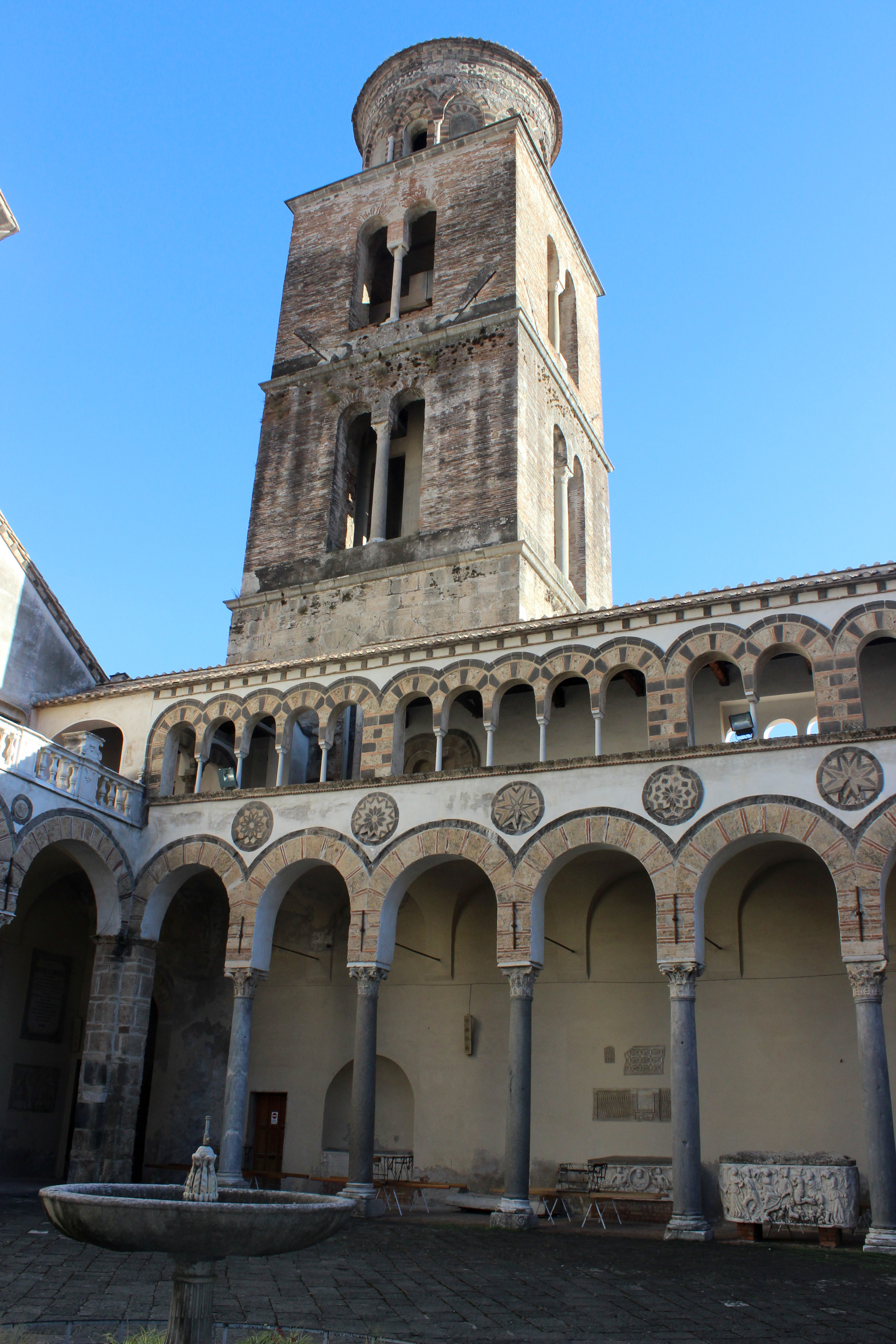
L'atrium et le campanile.

L'intérieur comprend une nef et deux bas-côtés, divisés par des piliers dans lesquels sont incorporées les colonnes originales et trois absides. 
Le trésor de la cathédrale comprend deux chaires avec des décorations de mosaïques, des peintures de Francesco Solimena, une statue gothique du XIVe siècle de la Vierge à l'Enfant et les sépultures de la reine consort de Naples Marguerite de Durazzo (1347 - 1412) (une œuvre de Antonio Baboccio da Piperno), de Roger Borsa et de l'archevêque Bartolomeo d'Arpano ainsi que le tombeau du pape Grégoire VII, etc.
La crypte qui est censée abriter les restes de saint Matthieu, est une salle voûtée (voûte d'arêtes) avec un plan de type basilical, divisée par des colonnes. Elle fut restaurée selon un projet de Domenico Fontana (1606-1608), avec des décorations en marbre ajoutées au XVIIIe siècle.
Le musée du Duomo abrite des œuvres d'art de différentes époques, dont les statues d'argent des martyrs salernitains (XIIIe siècle), des Ivoires de Salerne et des documents de la célèbre Schola Medica Salernitana, la première université d'Europe, selon certains historiens, comme G. Crisci.

## Source principale
- (en) Cet article est partiellement ou en totalité issu de l’article de Wikipédia en anglais intitulé « Salerno Cathedral » (voir la liste des auteurs).